# Radersdorfer Baggersee
Der Radersdorfer Baggersee bzw. der Radersdorfer Badesee liegt östlich von Radersdorf, einem Ortsteil des Marktes Kühbach im Landkreis Aichach-Friedberg (Schwaben, Bayern).

## Freizeitanlage
Der zum Badesee ausgebaute Baggersee an der Paar mit Parkplätzen, Liegewiesen, Badestrand, Duschen, WC-Anlagen, Gastwirtschaft und einer Wasserwachtstation befindet sich direkt neben der Bahnstrecke Augsburg-Ingolstadt. Die Freizeitanlage wurde im Mai 1986 eingeweiht und erfreut sich großer Beliebtheit.

## Mord am See
Vier Monate nach dem Diskomord in Dasing verschwand der 30-jährige Aichacher Unternehmer Lothar W. Er wurde im Januar 1995 im Pumpenhäuschen des Radersdorfer Baggersees einbetoniert aufgefunden. Zuvor war er von der Diskomafia mit einem Kopfschuss getötet worden.